# Kim Eun-suk
Kim Eun-suk (김은숙?; Seul, 31 marzo 1963) è un'ex cestista sudcoreana.

## Carriera
Con la Corea del Sud ha disputato le Olimpiadi del 1984 e i Campionati del mondo del 1986.